# Маргарита де Бурбон (1344—1416)
Маргарита де Бурбон, сеньора д’Альбре (1344—1416) — дочь Пьера I де Бурбона и Изабеллы де Валуа. Член дома Бурбонов.

## Жизнь
30 июня 1368 года Маргарита де Бурбон вышла замуж за Арно Аманье IX д’Альбре. Брак был частью секретного договора между Карлом V и Арно Аманье. У супругов было трое детей:
- Карл I д’Альбре (ум.1415), сеньор д’Альбре и де Нерак, виконт де Тартас, де Марамн и де Дакс, граф де Дрё с 1401, коннетабль Франции 1402—1411, 1413—1415
- Луи д'Альбре, сеньор де Лангуаран
- Маргарита д'Альбре (ум.1453); муж: с 19 мая 1410 года Гастон I де Фуа-Грайи (ок.1385 — 1455), сеньор де Гральи, граф де Бенож и де Лонгвиль, капталь де Бюш, сеньор де Гюрсон, де Сен-Круа-де-Валлагран, де Рол и де Мейль

Их сын Карл д’Альбре наследовал отцу. Он погиб в битве при Азенкуре.

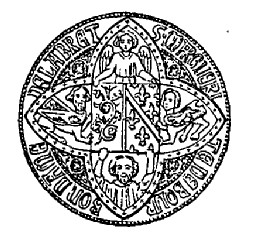
Маргарита де Бурбон